# Kandijska cesta, Novo mesto
Kandijska cesta je ena od cest v Novem mestu. Ime je dobila po naselju Kandija skozi katerega vodi. Kandijska cesta je del regionalne ceste R3-419 Soteska–Čatež ob Savi.
Cesta poteka po desnem bregu Krke od Šmihelskega mostu in križišča s Topliško in Šmihelsko cesto, mimo bolnišničnega kompleksa, skozi Kandijo, mimo križišča s Kandijskim mostom, do križišča z Belokranjsko in Levičnikovo cesto, od koder naprej vodi Šentjernejska cesta.
Cesta se je v enem delu od leta 1930 imenovala Šukljetova ulica, ki je obsegala 28 hišnih številk. Potekala je od Kandijskega mostu mimo gradiča Kamen in bolnišnice Usmiljenih bratov do mestne meje. Leta 1955 so Šukljetovo cesto preimenovali v Partizansko cesto, le-to pa so leta 1993 vključili v Kandijsko cesto.
Drugi del ceste od Kandijskega mostu proti Šentjerneju pa se je do leta 1993 imenoval Zagrebška ulica.
- Tablica: Žabja vas 6 - Kandijska c. 68
- Tablica: Partizanska c. 14 - Kandijska c. 3